# Публий Лициний Калв Есквилин
Публий Лициний Калв Есквилин (на латински: Publius Licinius Calvus Esquilinus) e римски политик на Римската република.

## Биография
Произлиза от клон Калв на плебейската фамилия Лицинии и е първият плебей, избран за магистрат.
Публий Есквилин е избран за консулски военен трибун през 400 пр.н.е. и 396 пр.н.е. През 396 пр.н.е. той отстъпва консулското си място на сина си Публий Лициний Калв Есквилин Млади‎.